# Nanophyes brevis
Nanophyes brevis é uma espécie de insetos coleópteros polífagos pertencente à família Nanophyidae.
A autoridade científica da espécie é Boheman, tendo sido descrita no ano de 1845.
Trata-se de uma espécie presente no território português.